# Дурягіна Зоя Антонівна
Дурягіна Зоя Антонівна (нар. 8 червня 1950, Львів) — український науковець, інженер-матеріалознавець, доктор технічних наук, професор, дійсний член Академії наук вищої освіти України, член НТШ, завідувач кафедри прикладного матеріалознавства та обробки матеріалів Інституту інженерної механіки та транспорту Національного університету «Львівська політехніка».

## Життєпис
Зоя Дурягіна народилася 8 червня 1950 року в м. Львові. Після закінчення Львівської середньої школи № 6 у 1967 році поступила в Львівський політехнічний інститут, який закінчила у 1972 році з присвоєнням кваліфікації інженера-металурга за спеціальністю «Фізика металів». У цьому ж році вступила до аспірантури на кафедру «Фізика металів та матеріалознавство». Після успішного закінчення аспірантури з 1975 по 2013 рр. працювала у Львівській політехніці молодшим науковим співробітником науково-дослідної лабораторії, асистентом, старшим викладачем, доцентом, професором (2006) кафедри інженерного матеріалознавства та прикладної фізики. Від 2012 р. — завідувач кафедри прикладного матеріалознавства та обробки матеріалів Національного університету «Львівська політехніка». Від 2015 року професор Дурягіна З. А. викладає також у Відділі інженерно-технічних наук Люблінського католицького університету імені Івана Павла ІІ (Польща).

## Наукова і навчально-методична робота
1978 року захистила дисертацію на здобуття наукового ступеня кандидата технічних наук — «Вплив структури нержавіючих сталей на корозійну тривкість та схильність до розтріскування в умовах сіркоплавильного виробництва».
2005 року захистила дисертацію на здобуття наукового ступеня доктора технічних наук — «Закономірності створення бар'єрних шарів з регульованим структурно-фазовим станом для оптимізації властивостей конструкційних матеріалів енергетичного обладнання».
Опублікувала 275 наукових праць у галузі металознавстваметалознавства, матеріалознавстваматеріалознавства, фізики твердого тіла, металофізики та інженерії поверхні, левова частка яких статті у фахових журналах, в тому числі 55 статей в журналах, індексованих у базах даних Scopus та Web of Science (Author ID: 6507291021, загальна кількість цитувань — 150); h-index:7; отримала шістнадцять охоронних документів; вісім монографій і розділів монографій, в тому числі п'ять англійською мовою; три навчальних посібники.
Наукові інтереси: фазові перетворення, структуроутворення і властивості спеціальних сплавів, використання методів інженерії поверхні для зміни функціональних властивостей матеріалів.
Через аспірантуру та докторантуру підготувала 6 кандидатів технічних наук та одного доктора технічних наук за спеціальністю «Матеріалознавство», керує підготовкою дипломних кваліфікаційних робіт бакалаврів та магістрів.
Під керівництвом Дурягіної З. А. успішно виконано міжнародний проект MMATENG 543994-1-2013-1-BE-TEMPUS-JPGR «Модернізація дворівневої підготовки бакалаврів та магістрів з інженерного матеріалознавства» (2014—2017). Зараз виконується науковий проект за ґрантом Міжнародного центру дифракційних даних (ICDD, США).
Від 2006 року є академіком Академії наук вищої школи України, де очолює секцію матеріалознавства.
Член редакційної колегії фахових науково-технічних часописів України:
- «Металознавство та обробка металів»;
- «Ukrainian Journal of Mechanical Engineering and Materials Science»;

та тих, що індексовані у Scopus:
- «Eastern-European Journal of Enterprise Technologies»;
- «Materials Science».

Рецензент журналів індексованих у Scopus:
- «Journal of Achievements in Materials and Manufacturing Engineering»;
- «Archives of Materials Science and Engineering».

Член спеціалізованих Вчених рад із захисту докторських дисертацій за спеціальністю «Матеріалознавство»:
- Д 26.232.01;
- Д 35.226.02.

Професор Дурягіна З. А.:
- член Наукової ради МОН України за фаховим напрямом «Наукові проблеми матеріалознавства» (секція № 6, наказ № 859 від 20.06.2019)[2];
- брала участь у розробці стандарту вищої освіти України за спеціальністю 132 — Матеріалознавство;
- очолює галузеву експертну раду в галузі знань 13 «Механічна інженерія»[3] Національного агентства із забезпечення якості вищої освіти України.

## Нагороди та відзнаки
Нагороджена:
- Грамотою Академії педагогічних наук України за розвиток науки і національної освіти (2009);
- Дипломом першого ступеню Національного університета «Львівська політехніка» у номінації краща монографія (2013);
- Подякою Національної академії наук України за вагомий внесок у підготовку фахівців наукової і науково-технічної галузі (2014);
- Подякою Міністерства освіти і науки України за сумлінну працю і особистий внесок у підготовку висококваліфікованих спеціалістів (2017);
- Дипломом Львівської обласної державної адміністрації та грошоою премією за значні досягнення в галузі науки, які сприяють соціально-економічним перетворенням у регіоні й утверджують авторитет науковців Львівщини в Україні (2019);
- Подякою голови обласної державної адміністрації за вагомий внесок у розвиток міжнародного співробітництва між Україною та Королівством Бельгія і налагодженням академічної співпраці з Льовенським католицьким університетом (Бельгія)(2019).
- Золотою медаллю «The World Academy of Materials and Manufacturing Engineering» за значні наукові здобутки (2017).
- Почесною грамотою Національного університету «Львівська політехніка» за значні досягнення у науковій роботі та міжнародній співпраці (2020).

## Основні публікації

### Монографії
- Дурягіна З. А. Фізика та хімія поверхні Монографія / З. А. Дурягіна. — Львів: Національний університет «Львівська політехніка», 2009. — 208 с. — ISBN 978-966-553-826-4.
- Структурно-енергетичний стан внутрішніх та зовнішніх меж поділу у металевих системах // З. А. Дурягіна, В. Ю. Ольшанецький, Ю. І. Кононенко // Монографія. Видавництво Львівської політехніки, Львів, 2013. — 455с.
- Modelling and optimization of manufacturing processes // Дурягина З., Марынович А., Махоркин И. / Manufacturing processes. actual problems. Vol.2. / Ed. by: M.Gajek, O.Hachkevych, A.Stanik-Besler / Studia i monigrafie z. NR 365, Opole 2013. — 619 s.
- Формирование ультрадисперсных структур на поверхности специальных сплавов плазменным и лазерным излучением // Дурягина З. А., Беспалов С. А., Зубрилин Н. Г., Уваров В. Н., Тепла Т. Л. // Раздел монографии — Наноразмерные системы и наноматериалы: исследования в Украине. — НАН Украины. — К.: Академпериодика, 2014. — С. 405—411. ISBN 978-966-360-260-8
- Торговельне підприємництво: механізми розвитку і фінансової підтримки: — торговельного підприємництва. Монографія. / за наук. ред. д-ра екон. наук С. В. Князя. Розділ 1.7. Матеріалознавство і товарознавство у системі розвитку торговельного підприємництва /З. А. Дурягіна, А. М. Тростянчин, Т. Л. Тепла / — С. 318—389. — Львів: Видавництво Львівської політехніки, 2015. — 724 с. ISBN 978-617-607-791-6.
- Duriagina Z., Holyaka R., Tepla T., Kulyk V., Arras P., Eyngorn E. Identification Fe3O4 nanoparticles biomedical purpose by magnetometric methods // Biomaterials in Regenerative Medicine / ed. by Leszek A. Dobrzański /- Publisher: InTech, London — 2018, 448 pages. — Chapter 17. — P. 379—407.
- Tepla T., Izonin I., Duryahina Z. Biocompatible materials selection via new supervised learning methods: Monograph. — Riga, Latvia. — Publisher: LAP Lambert Academic Publishing. — 2019. — 112 c. (ISBN 978-613-9-44384-0).
- Stainless steels and alloys / ed. by Zoia Duriagina / Monograph / Publisher: IntechOpen, London– 2019. — 158 c. (ISBN 978-1-78985-369-8).

### Навчальні посібники
- Сплави з особливими властивостями / З. А. Дурягіна, О. Я. Лизун, В. Л. Пілюшенко // Навчальний посібник з грифом міністерства освіти та науки України Львів: Вид-во Національного університету «Львівська політехніка», Львів, 2007. — 236 с.
- Корозія та захист металів від корозії / З. А. Дурягіна, В. І. Алімов // Навчальний посібник, Вид-во ТОВ «Східний видавничий дім», Донецьк, 2012. — 326 с.
- Прикладне матеріалознавство: збірник конкурсних завдань. Навчальний посібник / Богун Л. І., Дурягіна З. А. та інші // за заг. ред. З. А. Дурягіної. — Львів: Видавництво Львівської політехніки, 2015. — 188 с. ISBN 978-617-607-783-1.

### Наукові праці[4]
- Duriagina Zoia. Interstitial Cr impurities in iron: multiferroic properties / Z. Duriagina, N. Pavlenko, N. Szcherbovskykh // Наносистемы, наноматериалы, нанотехнологии. — 2011. — Т. 9, — № 2. — С. 441—452.
- Дурягіна З. А. Магнітометричний аналіз поверхневих шарів сталі 12Х18Н10Т після іонно- променевого азотування / З. А. Дурягіна, С. А. Беспалов, А. К. Борисюк, В. Я. Підкова // Металлофизика и новейшие технологи. — 2011, — Т. 33, № 5, — С. 615—622.
- Дурягіна З. А. Вплив лазерного легування з порошкових сумішей на структуру та мікромеханічні властивості сталі 12Х18Н10Т / З. А. Дурягіна, С. А. Беспалов., Н. В. Щербовських // Металлофизика и новейшие технологии. — 2011. — Т. 33, № 7. — С. 969—975.
- Дурягіна З. А. Дослідження діелектричних шарів на конструкційних матеріалах сформованих гібридною іонно-плазмовою розрядною системою / З. А. Дурягіна, С. А. Беспалов, В. Я. Підкова, Д. Полоцький // Металлофизика и новейшие технол., 2011, — Т.33, С. 393—400.
- Дурягіна З. А. Вплив термоциклічної обробки на фазовий склад іонно-азотованих поверхневих шарів сталі 12Х18Н10Т / З. А. Дурягіна, Борисюк А. К., Беспалов С. А., Підкова В. Я. // Фізико-хімічна механіка матеріалів. — 2012. — № 3. — С. 94 — 98.
- Дурягіна З. А. Особливості будови шарів нітриду алюмінію, сформованих іонно-плазмовою розрядною системою / З. А. Дурягіна, В. Я. Підкова // Фіз.-хім. механіка матеріалів. — 2013.— № 3.—С. 74 — 79.
- Duriagina Zoia. Structure peculiarities and properties of magnesium oxide layers formed by a hybrid ion-plasma discharge system / Z. Duriagina, V. Pidkova, S. Oleshevska // Functional Materials, Vol. 20, № 2, 2013. — P.192 — 197.
- Duriagina Zoia. Thermal imaging research of structural features and thermophysical stability of protective oxide layers, applied by the ion-plasma spraying method / Z. Duriagina, S. Prokhorenko, B. Stadnyk, M. Wozny, V. Pidkova, K. Maś, S. Olshevska, N. Hots // Miesięcznik Naukowo-Techniczny «Pomiary Automatyka Kontrola», nr. 9. — 2013. — Р. 942—945.
- Дурягина З. А. Автоматизированный широкодиапазонный магнитометр для магнитного фазового анализа сплавов: разработка и применение / З. А. Дурягина, Р. Л. Голяка, А. К. Борисюк //  «Успехи физики металлов».– том.14, № 1, 2013. — С.33 — 67.
- Дуряіна З. А. Використання методу анігіляції позитронів для вивчення будови діелектричних шарів / Дуряіна З. А., Підкова В. Я., Петчак Р. — Металознавство та обробка металів. — 2013, № 1. — С. 33 — 38.
- З. А. Дурягіна Діагностика водневого макророзшарування в стінці згину труби системи магістральних газопроводів / Л. Є. Харченко, О. Е. Кунта, О. І. Звірко, Р. С. Савула / Фізико-хімічна механіка матеріалів.- 2015.- № 4. С. 84 — 90. Diagnostics of hydrogen delamination in the wall of a gas transmission pipeline systems. /Physicochemical Mechanics of Materials. ISSN 0430-6252.
- Duriagna Z. Innovation technologies in training specialists in engineering materials science / Zoya Duriagna, Lidiya Bohun, Eduard Pleshakov, Tetiana Tepla //Ukrainian Journal of Mechanical Engineering and Materials Science. — 2015. — Volume 1, Number 1. — P. 8-18. ISSN 2411-8001.
- Duriagna Z. Modification of special alloys surfaces by nitrogen for power engineering / Zoya Duriagna, Tetiana Tepla // Ukrainian Journal of Mechanical Engineering and Materials Science. — 2015. — Volume 1, Number 1. — P. 19-26. ISSN 2411-8001.
- З. А. Дурягина, Т. М. Ковбасюк, С. А. Беспалов / Анализ конкурентноспособных методов повышения эксплуатационных свойств функциональных слоев плоских нагревательных элементов // Успехи физ. мет./ Usp. Fiz. Met. 2016, т.17, сc. 29 — 51.
- Duriagina Z.A., Kovbasyuk T.M., Bespalov S.A. The analysis of competitive methods of improvement of operational properties of functional layers of flat heating elements // Uspehi Fiziki Metallov. — 2016. — 17, № 1. — P. 29–51.
- Duryahina Z.A., Kovbasyuk T.M., Bespalov S.A., Pidkova V.Y. Micromechanical and Electrophysical Properties of Al2O3 Nanostructured Dielectric Coatings on Plane Heating Elements // Materials Science. — 2016. — 52, № 1. — P. 50–55.
- Duriagina Z., Kovbasyuk T., Zagula-Yavorska M., Bespalov S., Drajewicz M., Dychton K., Kindrachuk M. Comparative estimation of the structure and electrical propertiers of functional layers based on PBO–ZNO–B2O3 glass-ceramic sealant // Powder Metallurgy and Metal Ceramics. — 2017. — 55, № 9-10. — P. 580—584.
- Duriagina Z., Kovbasyuk T., Bialopiotrowicz T., Bespalov S. Energy state and micromechanical properties of PbO-ZnO-B2O3 glass-ceramic functional coatings on AISI420 stainless steel substrate // Functional Materials. — 2017. — 24, № 2. — P. 250—255.
- Duryahina Z., Trostyanchyn A., Lemishka I., Skrebtsov A., Ovchinnikov O. The influence of chemical-thermal treatment on granulometric characteristics of titanium sponge powder // Ukrainian Journal of Mechanical Engineering and Materials Science. — 2017. — 3, № 1. — С. 73–80.
- Duriagina Z.А., Tepla T.L., Kulyk V.V. Evaluation of differences between Fe3O4 micro- and nanoparticles properties // Acta Physica Polonica A. — 2018. — 133, № 4. — P. 869—872.
- Duriagina Z.А., Tkachenko R.О., Trostianchyn А. М., Lemishka І. А., Kovalchuk A.M., Kulyk V.V., Kovbasyuk Т. М. Determination of the best microstructure and titanium alloy powders properties using neural network // Journal of Achievements in Materials and Manufacturing Engineering. — 2018. — 87, № 1. — P. 25–31.
- Izonin I., Trostianchyn A., Duriagina Z., Tkachenko R., Tepla T., Lotoshynska N. The combined use of the wiener polynomial and SVM for material classification task in medical implants production // International Journal of Intelligent Systems and Applications. — 2018. — 10, № 9. — P. 40–47.
- Tkachenko R., Duriagina Z., Lemishka I., Izonin I., Trostianchyn A. Development of machine learning method of titanium alloy properties identification in additive technologies // Eastern European Journal of Enterprise Technologies. — 2018. — 3, 12-93. — P. 23-31.
- Tepla T.L., Izonin I.V., Duriagina Z.A., Tkachenko R.O., Trostianchyn A.M., Lemishka I.A., Kulyk V.V., Kovbasyuk T.M. Alloys selection based on the supervised learning technique for design of biocompatible medical materials // Archives of Materials Science and Engineering. — 2018. — 93, № 1. — P. 32–40.
- Duriagina Z.A., Tepla T.L., Kulyk V.V., Kosarevych R.Y., Vira V.V., Semeniuk O.A. Study of structure and morphology of surface layers formed on TRIP steel by the femtosecond laser treatment // Journal of Achievements in Materials and Manufacturing Engineering. — 2019. — 93, 1-2. — Р. 5–19.
- Duriagina Z.A., Lemishka I.A., Trostianchyn A.M., Kulyk V.V., Shvachko S.G., Tepla T.L., Pleshakov E.I., Kovbasyuk T.M. The Effect of Morphology and Particle-Size Distribution of VT20 Titanium Alloy Powders on the Mechanical Properties of Deposited Coatings // Powder Metallurgy and Metal Ceramics. — 2019. — 57, № 11-12. — P. 697—702.
- Tepla T.L., Duryahina Z.А., Kulyk, V.V. Influence of Disinfectant Solutions on the Corrosion Resistance of Dental Instruments // Materials Science. — 2019. –54, № 4. — Р. 547—550.
- Rykavets Z.M., Bouquerel J., Vogt J.-B., Duriagina Z.A., Kulyk V.V., Tepla T.L., Bohun L.I., Kovbasyuk T.M. Investigation of the microstructure and properties of a TRIP 800 steel subjected to low cycle fatigue // Progress in Physics of Metals. — 2019. — 20(4). — P. 620—633.9
- Duriagina Z.А., Filimonov O.S., Kulyk V.V., Lemishka І. А., Kuziola R. Investigation of structural-geometric parameters and elemental composition of spherical VT20 alloy powders // Journal of Achievements in Materials and Manufacturing Engineering. — 2019. — 95(2). — P. 49-56.
- Lenkovskiy T., Glazov A., Kulyk V., Duriagina Z., Dzyubyk A., Kovalchuk R., Topilnytskyy V., Dzyubyk L., Vira V. A new approach for evaluating the resistance of wheel steel to spall formation // Engineering Review. — 2020. — Vol. 40, No. 2. — P. 70–76.
- Kovbasiuk T.M., Selivorstov V.Yu., Dotsenko Yu.V., Duriagina Z.A., Kulyk V.V., Kasai O.M., Voitovych V.V. The effect of the modification by ultrafine silicon carbide powder on the structure and properties of the Al-Si alloy // Archives of Materials Science and Engineering. — 2020. — 101(2). — P. 57-62.
- Duriagina Z.A., Ryzhak D.D., Kulyk V.V., Tepla T.L., Lemishka I.A., Bohun L.I. Microstructure and electrochemical properties of the vanadium alloys after low-temperature nitrogen plasma treatment // Archives of Materials Science and Engineering. — 2020. — 102(1). — P. 5-12.

## Джерела

Проф. З. Дурягіна з викладачами кафедри після вручення сертифікатів тренінга в Льовенському КУ за програмою TEMPUS, 2015
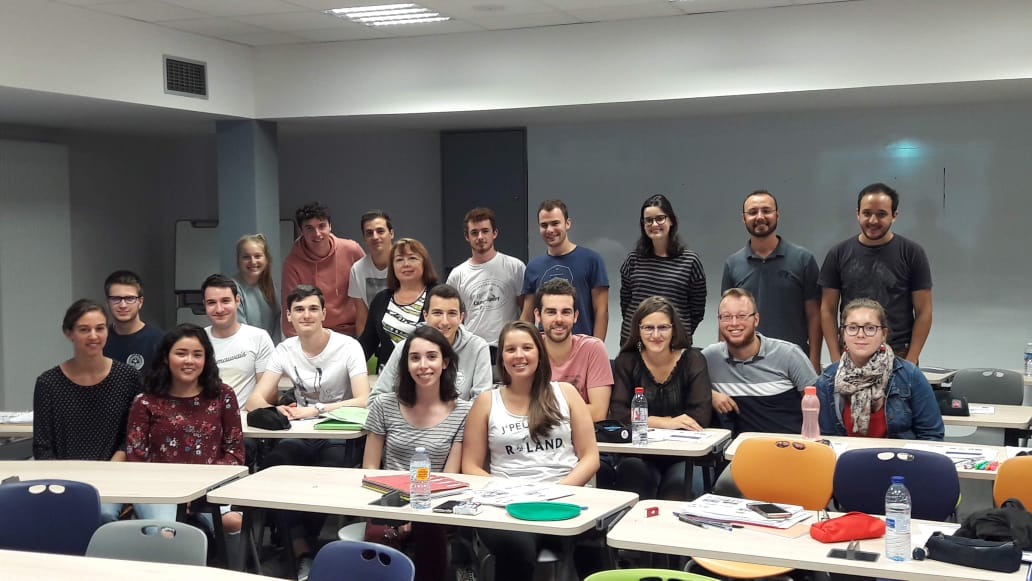
Візит-професор З. Дурягіна після лекції зі студентами інституту матеріалознавства Національної вищої хімічної школи в Ліллі, 2018
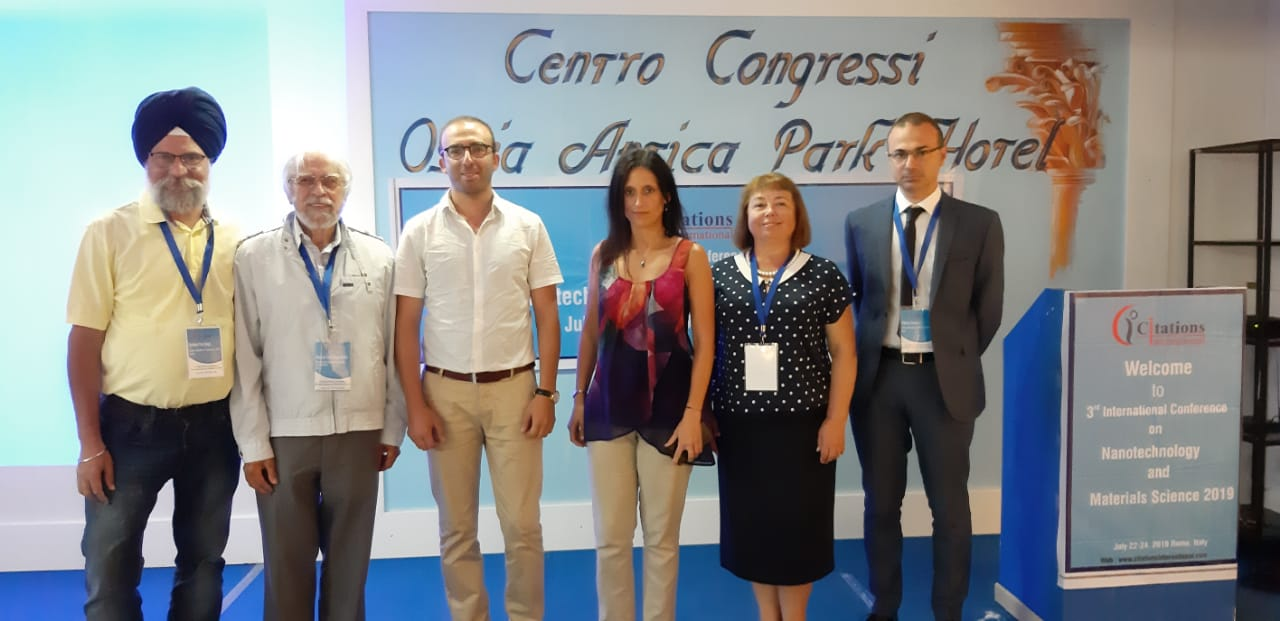
Після виступу на 3-й Міжнародній конференції "Nanotechnology and Materials Science", 2019, Рим

### Патенти
- Спосіб обробки сталі / З. А. Дурягіна, Н. В. Щербовських // Патент № 62427 UA; С22С 28/00. МПК (2011.01). Опубл. 25.08.2011, Бюл. № 16.
- Спосіб обробки сталі / З. А. Дурягіна, Н. В. Щербовських // Патент № 62980 UA; С22С 28/00. МПК (2011.01). Опубл. 26.09.2011, Бюл. № 18.
- Пристрій для випробувань на корозійне-ерозійне зношування / З. А. Дурягіна, В. І. Алімов, Н. В. Цигилик, В. Я. Підкова, М. В. Георгіаду, С. О. Ольшевська // Патент № 80394 UA; G01N 17/00. МПК (2013.01). Опубл. 27.05.2013, Бюл. № 10.
- Спосіб оцінювання електричної міцності діелектричних шарів / З. А. Дурягіна, В. Я. Підкова, С. О. Ольшевська, Н. В. Цигилик // Патент № 81674 UA; МПК (2006.01) G01R 31/12. Опубл. 10.07.2013, Бюл. № 13.
- Спосіб отримання діелектричної плівки на основі оксиду алюмінію / З. А. Дурягіна, А. П. Оксенюк, В. Я. Підкова, С. О. Ольшевська, Н. В. Цигилик // Патент № 81673 UA; МПК (2013.01) С23С 14/00. Опубл. 10.07.2013, Бюл. № 13.
- Спосіб отримання електроізоляційного покриття на основі ситалоцементу / З. А. Дурягіна, Т. М. Ковбасюк, Т. Л. Тепла, А. П. Оксенюк, О. Ю. Грималяк //Патент № 102986 UA, МПК C23C 20/00 (2015.01). / — № u2015 05645; опубл. 25.11.2015.
- Спосіб отримання електроізоляційного покриття для нагрівних елементів на основі оксиду магнія / З. А. Дурягіна, Т. М. Ковбасюк, Т. Л. Тепла, О. Ю. Грималяк // Патент № 102872 UA, МПК C23C 4/00 (2015.01). /– № u201504625; опубл. 25.11.2015.